# R-ace GP
R-ace GP è un team automobilistico franco-italiano impegnato in diversi campionati propedeutici, in particolare quelli che coinvolgono Renault. Come team ha vinto due campionati di Formula Renault 2.0 NEC e tre nella Eurocup Formula Renault 2.0. Il team francese ha formato molti piloti tra i quali Pierre Gasly e Esteban Ocon, arrivati in Formula 1, e Nyck de Vries, campione del mondo della Formula E nel 2021.

## Storia
R-ace GP viene fondata nel 2011 da Thibaut de Merindol e Cyril Comte. Il team viene iscritto al campionato Eurocup Formula Renault 2.0 e al Formula Renault 2.0 NEC. Nel 2012 il team francese vince la sua prima gara nel NEC, grazie a Nyck de Vries pilota del vivaio della McLaren. L'anno seguente, il team ha formato una stretta collaborazione con ART Grand Prix ed è stato ribattezzato ART Junior Team fino il 2016.
Nel 2015 prende parte anche al Trofeo Renault Sport, conquista il titolo piloti con Andrea Pizzitola e il team chiude secondo nella classifica a squadre. L'anno seguente il R-ace GP chiude terzo in classifica team e secondo in quella piloti con il pilota estone Kevin Korjus.
Nel 2016 dopo un'investigazione viene data una multa alla Renault di centomila euro per aver violato delle misure di sicurezza l’anno precedente. Viene arrestato anche un membro del consiglio di amministrazione (Albert Defoit) a 11 mesi di reclusione.
Il team R-ace GP riesce a vincere tra il 2017 e il 2018 vince sei titoli nella Eurocup e la NEC, quattro campionati a squadre e due piloti, uno con Michele Benyahia nel 2017 e altro con Max Fewtrell  nel 2018. Nel 2019 il team ingaggia Caio Collet, Oscar Piastri, Aleksandr Smolyar e Grégoire Saucy per la loro ultima stagione della Eurocup. La stagione è un successo, Piastri vince il titolo piloti e il team conquista il campionato a scquadre.
Dal 2019 il team francese partecipa ai campionati FIA Formula 4, sia in quella tedesca e in quella italiana in modo part time. Nel 2020 il team finisce terza in classifica team e raggiunge la quinta posizione piloti con Victor Bernier. Nel luglio 2019, viene annunciato che R-ace GP correrà nella Toyota Racing Series, collaborando con MTEC Motorsport per la stagione 2020.
Nel 2021 la Formula Renault viene integrata con la Formula Regional europea formulando la nuova Formula Regional European Championship powered by Alpine, la R-ace GP decide partecipare con Isack Hadjar, Hadrien David, Lena Bühler e Zane Maloney. Il team francese vince la classifica team e chiude secondo in classifica con Hadrien David
Nel 2022 il team francese con il supporto del team Tecnologia 3Y entra nella Formula Regional asia e nella Formula 4 EAU

## Timeline
| Serie attuali                                     | Serie attuali |
| ------------------------------------------------- | ------------- |
| Campionato italiano di Formula 4                  | 2018-         |
| Campionato ADAC di Formula 4                      | 2019-         |
| Campionato FIA di Formula 3 europea regionale     | 2021-         |
| Campionato FIA di Formula 3 asiatica              | 2022-         |
| Campionato di Formula 4 degli Emirati Arabi Uniti | 2022-         |
| Serie precedenti                                  |               |
| Formula Renault Northern European Cup             | 2011-2018     |
| Eurocup Formula Renault 2.0                       | 2011-2020     |
| Renault Sport Trophy                              | 2015-2016     |
| Toyota Racing Series                              | 2020          |

## Palmarès
- 3 Campionati team nel Eurocup Formula Renault: (2017) (2018) (2019)
- 2 Campionati team nella Formula Renault 2.0 NEC: (2017) (2018)
- 2 Campionati piloti nel Eurocup Formula Renault: (2018) (Fewtrell) (2019) (Piastri)
- 1 Campionato team nella Formula 3 regional europea: (2021)
- 1 Campionato piloti nella Formula Renault 2.0 NEC: (2017) (Benyahia)
- 1 Campionato piloti nel Trofeo Renault Sport: (2015) (Pizzitola)

## Risultati serie in corso

### Formula 3 reagional Europa
| Risultati della Formula 3 regional europea | Risultati della Formula 3 regional europea | Risultati della Formula 3 regional europea | Risultati della Formula 3 regional europea | Risultati della Formula 3 regional europea | Risultati della Formula 3 regional europea | Risultati della Formula 3 regional europea | Risultati della Formula 3 regional europea | Risultati della Formula 3 regional europea | Risultati della Formula 3 regional europea | Risultati della Formula 3 regional europea |
| Anno                                       | Auto                                       | Piloti                                     | Gare                                       | Vittorie                                   | Podi                                       | Pole                                       | G.V                                        | Punti                                      | Pos.                                       | Pos.T                                      |
| ------------------------------------------ | ------------------------------------------ | ------------------------------------------ | ------------------------------------------ | ------------------------------------------ | ------------------------------------------ | ------------------------------------------ | ------------------------------------------ | ------------------------------------------ | ------------------------------------------ | ------------------------------------------ |
| 2021                                       | Tatuus F.3 T-318                           | Hadrien David                              | 20                                         | 2                                          | 9                                          | 1                                          | 1                                          | 209                                        | 2°                                         | 1°                                         |
| 2021                                       | Tatuus F.3 T-318                           | Zane Maloney                               | 20                                         | 1                                          | 7                                          | 1                                          | 1                                          | 170                                        | 4°                                         | 1°                                         |
| 2021                                       | Tatuus F.3 T-318                           | Isack Hadjar                               | 20                                         | 2                                          | 5                                          | 1                                          | 2                                          | 166                                        | 5°                                         | 1°                                         |
| 2021                                       | Tatuus F.3 T-318                           | Léna Bühler                                | 18                                         | 0                                          | 0                                          | 0                                          | 0                                          | 0                                          | 38°                                        | 1°                                         |
| 2021                                       | Tatuus F.3 T-318                           | Sami Meguetounif                           | 4                                          | 0                                          | 0                                          | 0                                          | 0                                          | -                                          | NC†                                        | 1°                                         |
| 2022                                       | Tatuus F.3 T-318                           | Hadrien David                              | 20                                         | 3                                          | 3                                          | 4                                          | 7                                          | 224                                        | 4°                                         | 2°                                         |
| 2022                                       | Tatuus F.3 T-318                           | Gabriel Bortoleto                          | 20                                         | 2                                          | 2                                          | 1                                          | 5                                          | 176                                        | 6°                                         | 2°                                         |
| 2022                                       | Tatuus F.3 T-318                           | Lorenzo Fluxá                              | 19                                         | 0                                          | 0                                          | 0                                          | 1                                          | 51                                         | 12°                                        | 2°                                         |
| 2022                                       | Tatuus F.3 T-318                           | Léna Bühler                                | 3                                          | 0                                          | 0                                          | 0                                          | 0                                          | 0                                          | 39°                                        | 2°                                         |

### Formula 3 reagional Asia
| Risultati della Formula 3 regional Asia | Risultati della Formula 3 regional Asia | Risultati della Formula 3 regional Asia | Risultati della Formula 3 regional Asia | Risultati della Formula 3 regional Asia | Risultati della Formula 3 regional Asia | Risultati della Formula 3 regional Asia | Risultati della Formula 3 regional Asia | Risultati della Formula 3 regional Asia | Risultati della Formula 3 regional Asia | Risultati della Formula 3 regional Asia |
| Anno                                    | Auto                                    | Piloti                                  | Gare                                    | Vittorie                                | Podi                                    | Pole                                    | G.V                                     | Punti                                   | Pos.                                    | Pos.T                                   |
| --------------------------------------- | --------------------------------------- | --------------------------------------- | --------------------------------------- | --------------------------------------- | --------------------------------------- | --------------------------------------- | --------------------------------------- | --------------------------------------- | --------------------------------------- | --------------------------------------- |
| 2022                                    | Tatuus F.3 T-318                        | Hadrien David                           | 6                                       | 2                                       | 2                                       | 0                                       | 3                                       | 64                                      | 9°                                      | 5°                                      |
| 2022                                    | Tatuus F.3 T-318                        | Lorenzo Fluxá                           | 15                                      | 0                                       | 1                                       | 0                                       | 0                                       | 64                                      | 10°                                     | 5°                                      |
| 2022                                    | Tatuus F.3 T-318                        | Gabriel Bortoleto                       | 6                                       | 1                                       | 0                                       | 0                                       | 0                                       | 46                                      | 14°                                     | 5°                                      |
| 2022                                    | Tatuus F.3 T-318                        | Francesco Braschi                       | 9                                       | 0                                       | 0                                       | 0                                       | 0                                       | 3                                       | 22°                                     | 5°                                      |
| 2022                                    | Tatuus F.3 T-318                        | Oliver Goethe                           | 13                                      | 0                                       | 0                                       | 0                                       | 0                                       | 1                                       | 25°                                     | 5°                                      |
| 2022                                    | Tatuus F.3 T-318                        | Léna Bühler                             | 6                                       | 0                                       | 0                                       | 0                                       | 0                                       | 0                                       | 29°                                     | 5°                                      |

### Formula 4 ADAC
| Risultati della Formula 4 ADAC | Risultati della Formula 4 ADAC | Risultati della Formula 4 ADAC | Risultati della Formula 4 ADAC | Risultati della Formula 4 ADAC | Risultati della Formula 4 ADAC | Risultati della Formula 4 ADAC | Risultati della Formula 4 ADAC | Risultati della Formula 4 ADAC | Risultati della Formula 4 ADAC | Risultati della Formula 4 ADAC |
| Anno                           | Auto                           | Piloti                         | Gare                           | Vittorie                       | Podi                           | Pole                           | G.v.                           | Punti                          | Pos.                           | Pos.T                          |
| ------------------------------ | ------------------------------ | ------------------------------ | ------------------------------ | ------------------------------ | ------------------------------ | ------------------------------ | ------------------------------ | ------------------------------ | ------------------------------ | ------------------------------ |
| 2019                           | Tatuus F4-T014                 | Michael Belov                  | 17                             | 1                              | 2                              | 0                              | 1                              | 122                            | 8°                             | 4°                             |
| 2019                           | Tatuus F4-T014                 | Grégoire Saucy                 | 20                             | 0                              | 2                              | 0                              | 0                              | 95                             | 12°                            | 4°                             |
| 2019                           | Tatuus F4-T014                 | László Tóth                    | 20                             | 0                              | 0                              | 0                              | 0                              | 2                              | 20°                            | 4°                             |
| 2019                           | Tatuus F4-T014                 | Hadrien David                  | 6                              | 0                              | 0                              | 0                              | 0                              | 0                              | NC†                            | 4°                             |
| 2020                           | Tatuus F4-T014                 | Victor Bernier                 | 21                             | 2                              | 6                              | 0                              | 2                              | 225                            | 5°                             | 3°                             |
| 2020                           | Tatuus F4-T014                 | Kirill Smal                    | 21                             | 0                              | 3                              | 1                              | 0                              | 91                             | 9°                             | 3°                             |
| 2020                           | Tatuus F4-T014                 | Artem Lobanenko                | 9                              | 0                              | 0                              | 0                              | 0                              | 24                             | 13°                            | 3°                             |
| 2020                           | Tatuus F4-T014                 | Roee Meyuhas                   | 15                             | 0                              | 0                              | 0                              | 0                              | 20                             | 14°                            | 3°                             |
| 2021                           | Tatuus F4-T014                 | Victor Bernier                 | 18                             | 1                              | 4                              | 0                              | 2                              | 167                            | 4°                             | 3°                             |
| 2021                           | Tatuus F4-T014                 | Sami Meguetounif               | 18                             | 0                              | 0                              | 0                              | 0                              | 61                             | 11°                            | 3°                             |
| 2021                           | Tatuus F4-T014                 | Marcus Amand                   | 18                             | 0                              | 0                              | 0                              | 0                              | 37                             | 12°                            | 3°                             |
| 2022                           | Tatuus F4-T014                 | Frederik Lund                  | 3                              | 0                              | 0                              | 0                              | 0                              | 0                              | NC†                            | N/A†                           |
| 2022                           | Tatuus F4-T014                 | Marcos Flack                   | 3                              | 0                              | 0                              | 0                              | 0                              | 0                              | NC†                            | N/A†                           |

### Formula 4 italiano
| Risultati della Formula 4 italiano | Risultati della Formula 4 italiano | Risultati della Formula 4 italiano | Risultati della Formula 4 italiano | Risultati della Formula 4 italiano | Risultati della Formula 4 italiano | Risultati della Formula 4 italiano | Risultati della Formula 4 italiano | Risultati della Formula 4 italiano | Risultati della Formula 4 italiano | Risultati della Formula 4 italiano |
| Anno                               | Auto                               | Piloti                             | Gare                               | Vittorie                           | Podi                               | Pole                               | G. veloce                          | Punti                              | Pos.                               | Pos.T                              |
| ---------------------------------- | ---------------------------------- | ---------------------------------- | ---------------------------------- | ---------------------------------- | ---------------------------------- | ---------------------------------- | ---------------------------------- | ---------------------------------- | ---------------------------------- | ---------------------------------- |
| 2019                               | Tatuus F4-T014                     | Grégoire Saucy                     | 9                                  | 0                                  | 0                                  | 0                                  | 0                                  | 28                                 | 15°                                | 8°                                 |
| 2019                               | Tatuus F4-T014                     | László Tóth                        | 9                                  | 0                                  | 0                                  | 0                                  | 0                                  | 0                                  | 38°                                | 8°                                 |
| 2020                               | Tatuus F4-T014                     | Kirill Smal                        | 2                                  | 0                                  | 0                                  | 0                                  | 0                                  | 30                                 | 15°                                | 13°                                |
| 2020                               | Tatuus F4-T014                     | Victor Bernier                     | 3                                  | 0                                  | 0                                  | 0                                  | 0                                  | 1                                  | 28°                                | 13°                                |
| 2021                               | Tatuus F4-T014                     | Victor Bernier                     | 6                                  | 0                                  | 0                                  | 0                                  | 0                                  | 30                                 | 13°                                | 6°                                 |
| 2021                               | Tatuus F4-T014                     | Sami Meguetounif                   | 6                                  | 0                                  | 0                                  | 0                                  | 0                                  | 22                                 | 19°                                | 6°                                 |
| 2021                               | Tatuus F4-T014                     | Marcus Amand                       | 6                                  | 0                                  | 0                                  | 0                                  | 0                                  | 0                                  | 40°                                | 6°                                 |
| 2022                               | Tatuus F4-T014                     | Hadrien David                      | 2                                  | 0                                  | 0                                  | 0                                  | 0                                  | 10                                 | 18°                                | 7°                                 |
| 2022                               | Tatuus F4-T014                     | Adam Fitzgerald                    | 6                                  | 0                                  | 0                                  | 0                                  | 0                                  | 4                                  | 22°                                | 7°                                 |
| 2022                               | Tatuus F4-T014                     | Frederik Lund                      | 20                                 | 0                                  | 1                                  | 0                                  | 0                                  | 0                                  | 29°                                | 7°                                 |
| 2022                               | Tatuus F4-T014                     | Marcos Flack                       | 6                                  | 0                                  | 0                                  | 0                                  | 0                                  | 0                                  | 39°                                | 7°                                 |
| 2022                               | Tatuus F4-T014                     | Giovanni Maschio                   | 16                                 | 0                                  | 0                                  | 0                                  | 0                                  | 0                                  | 43°                                | 7°                                 |
| 2022                               | Tatuus F4-T014                     | Raphaël Narac                      | 2                                  | 0                                  | 0                                  | 0                                  | 0                                  | 0                                  | 50°                                | 7°                                 |

### Formula 4 EAU
| Risultati della Formula 4 EAU | Risultati della Formula 4 EAU | Risultati della Formula 4 EAU | Risultati della Formula 4 EAU | Risultati della Formula 4 EAU | Risultati della Formula 4 EAU | Risultati della Formula 4 EAU | Risultati della Formula 4 EAU | Risultati della Formula 4 EAU | Risultati della Formula 4 EAU | Risultati della Formula 4 EAU |
| Anno                          | Auto                          | Piloti                        | Gare                          | Vittorie                      | Podi                          | Pole                          | G.V                           | Punti                         | Pos.                          | Pos.T                         |
| ----------------------------- | ----------------------------- | ----------------------------- | ----------------------------- | ----------------------------- | ----------------------------- | ----------------------------- | ----------------------------- | ----------------------------- | ----------------------------- | ----------------------------- |
| 2022                          | Tatuus T-421                  | Martinius Stenshorne          | 15                            | 0                             | 1                             | 0                             | 0                             | 72                            | 10°                           | 7°                            |
| 2022                          | Tatuus T-421                  | Nikhil Bohra                  | 15                            | 0                             | 0                             | 0                             | 0                             | 17                            | 22°                           | 7°                            |
| 2022                          | Tatuus T-421                  | Viktoria Blokhina             | 12                            | 0                             | 0                             | 0                             | 0                             | 0                             | 37°                           | 7°                            |

## Risultati serie concluse

### Eurocup Formula Renault
| 2011 | Barazi-Epsilon–Renault | Norman Nato       | 14 | 0 | 2  | 58    | 11° | 8° |
| 2011 | Barazi-Epsilon–Renault | Côme Ledogar      | 14 | 0 | 0  | 9     | 19° | 8° |
| 2011 | Barazi-Epsilon–Renault | Pieter Schothorst | 14 | 0 | 0  | 1     | 24° | 8° |
| 2012 | Barazi-Epsilon–Renault | Nyck de Vries     | 14 | 0 | 2  | 78    | 5°  | 5° |
| 2012 | Barazi-Epsilon–Renault | Pierre Gasly      | 14 | 0 | 2  | 49    | 10° | 5° |
| 2012 | Barazi-Epsilon–Renault | Andrea Pizzitola  | 14 | 0 | 0  | 12    | 21° | 5° |
| 2013 | Tatuus–Renault         | Esteban Ocon      | 14 | 2 | 5  | 159   | 3°  | 2° |
| 2013 | Tatuus–Renault         | Andrea Pizzitola  | 14 | 0 | 1  | 39    | 13° | 2° |
| 2013 | Tatuus–Renault         | Alexandre Baron   | 8  | 0 | 0  | 0     | 27° | 2° |
| 2013 | Tatuus–Renault         | Nico Jamin        | 2  | 0 | 0  | 0     | NC† | 2° |
| 2014 | Tatuus–Renault         | Aurélien Panis    | 14 | 1 | 2  | 82    | 9°  | 4° |
| 2014 | Tatuus–Renault         | Levin Amweg       | 12 | 0 | 0  | 42    | 13° | 4° |
| 2014 | Tatuus–Renault         | Callan O'Keefe    | 14 | 0 | 0  | 28    | 16° | 4° |
| 2014 | Tatuus–Renault         | Simon Gachet      | 14 | 0 | 0  | 10    | 19° | 4° |
| 2015 | Tatuus–Renault         | Ukyo Sasahara     | 17 | 1 | 4  | 116   | 7°  | 6° |
| 2015 | Tatuus–Renault         | Darius Oskoui     | 17 | 0 | 1  | 36    | 13° | 6° |
| 2015 | Tatuus–Renault         | Max Defourny      | 7  | 0 | 0  | 0     | NC† | 6° |
| 2015 | Tatuus–Renault         | Will Palmer       | 3  | 0 | 0  | 0     | NC† | 6° |
| 2016 | Tatuus–Renault         | Max Defourny      | 15 | 1 | 8  | 188.5 | 3°  | 3° |
| 2016 | Tatuus–Renault         | Will Palmer       | 15 | 1 | 2  | 76    | 7°  | 3° |
| 2016 | Tatuus–Renault         | Julien Falchero   | 15 | 0 | 0  | 32.5  | 13° | 3° |
| 2016 | Tatuus–Renault         | Marcus Armstrong  | 2  | 0 | 0  | 0     | NC† | 3° |
| 2017 | Tatuus–Renault         | Will Palmer       | 23 | 3 | 10 | 298   | 2°  | 1° |
| 2017 | Tatuus–Renault         | Robert Shwartzman | 23 | 6 | 11 | 285   | 3°  | 1° |
| 2017 | Tatuus–Renault         | Max Defourny      | 23 | 1 | 10 | 255   | 4°  | 1° |
| 2017 | Tatuus–Renault         | Raúl Guzmán       | 23 | 0 | 0  | 13    | 17° | 1° |
| 2017 | Tatuus–Renault         | Théo Coicaud      | 7  | 0 | 0  | 0     | NC† | 1° |
| 2017 | Tatuus–Renault         | Charles Milesi    | 10 | 0 | 0  | 0     | NC† | 1° |
| 2017 | Tatuus–Renault         | Michaël Benyahia  | 7  | 0 | 0  | 0     | NC† | 1° |
| 2017 | Tatuus–Renault         | Gilles Magnus     | 3  | 0 | 0  | 0     | NC† | 1° |
| 2017 | Tatuus–Renault         | Logan Sargeant    | 3  | 0 | 0  | 0     | NC† | 1° |
| 2018 | Tatuus–Renault         | Max Fewtrell      | 20 | 6 | 11 | 275.5 | 1°  | 1° |
| 2018 | Tatuus–Renault         | Logan Sargeant    | 20 | 3 | 7  | 218   | 4°  | 1° |
| 2018 | Tatuus–Renault         | Victor Martins    | 20 | 2 | 6  | 186   | 5°  | 1° |
| 2018 | Tatuus–Renault         | Charles Milesi    | 20 | 2 | 4  | 122.5 | 7°  | 1° |
| 2019 | Tatuus–Renault         | Oscar Piastri     | 20 | 7 | 11 | 320   | 1°  | 1° |
| 2019 | Tatuus–Renault         | Aleksandr Smolyar | 20 | 3 | 10 | 255   | 3°  | 1° |
| 2019 | Tatuus–Renault         | Caio Collet       | 20 | 0 | 5  | 207   | 5°  | 1° |
| 2019 | Tatuus–Renault         | Grégoire Saucy    | 4  | 0 | 0  | 0     | NC† | 1° |
| 2020 | Tatuus–Renault         | Caio Collet       | 20 | 5 | 12 | 3     | 2°  | 2° |
| 2020 | Tatuus–Renault         | Johnathan Hoggard | 2  | 0 | 0  | 0     | 22° | 2° |
| 2020 | Tatuus–Renault         | Michael Belov     | 10 | 0 | 0  | 0     | 13° | 2° |
| 2020 | Tatuus–Renault         | Petr Ptáček       | 20 | 0 | 0  | 0     | 14° | 2° |
| 2020 | Tatuus–Renault         | Elias Seppänen    | 2  | 0 | 0  | 0     | NC† | 2° |

† Pilota ospite (non idoneo ai punti)

### Formula Renault 2.0 NEC
| 2011 | Barazi-Epsilon–Renault | Pieter Schothorst      | 11 | 0 | 1 | 91    | 18° | 9° |
| 2011 | Barazi-Epsilon–Renault | Côme Ledogar           | 9  | 0 | 1 | 91    | 19° | 9° |
| 2011 | Barazi-Epsilon–Renault | Norman Nato            | 7  | 0 | 1 | 56    | 25° | 9° |
| 2012 | Barazi-Epsilon–Renault | Nyck de Vries          | 11 | 1 | 4 | 166   | 10° | 5° |
| 2012 | Barazi-Epsilon–Renault | Andrea Pizzitola       | 11 | 0 | 4 | 141   | 13° | 5° |
| 2012 | Barazi-Epsilon–Renault | Pierre Gasly           | 7  | 0 | 1 | 78    | 23° | 5° |
| 2013 | Tatuus–Renault         | Andrea Pizzitola       | 14 | 1 | 3 | 190   | 6°  | 2° |
| 2013 | Tatuus–Renault         | Nico Jamin             | 18 | 0 | 1 | 144   | 7°  | 2° |
| 2013 | Tatuus–Renault         | Tanart Sathienthirakul | 18 | 0 | 0 | 123   | 11° | 2° |
| 2013 | Tatuus–Renault         | Esteban Ocon           | 8  | 1 | 3 | 122   | 12° | 2° |
| 2013 | Tatuus–Renault         | Alberto di Folco       | 9  | 0 | 0 | 73    | 20° | 2° |
| 2013 | Tatuus–Renault         | Thiago Vivacqua        | 5  | 0 | 0 | 8     | 42° | 2° |
| 2013 | Tatuus–Renault         | Alexandre Baron        | 5  | 0 | 0 | 0     | 54° | 2° |
| 2014 | Tatuus–Renault         | Callan O'Keefe         | 15 | 1 | 3 | 187   | 7°  | 4° |
| 2014 | Tatuus–Renault         | Jake Hughes            | 15 | 0 | 1 | 152   | 8°  | 4° |
| 2014 | Tatuus–Renault         | Levin Amweg            | 7  | 1 | 4 | 107   | 15° | 4° |
| 2014 | Tatuus–Renault         | Aurélien Panis         | 6  | 1 | 2 | 77    | 19° | 4° |
| 2014 | Tatuus–Renault         | James Allen            | 2  | 0 | 0 | 0     | NC  | 4° |
| 2015 | Tatuus–Renault         | Ukyo Sasahara          | 21 | 2 | 8 | 296   | 3°  | 2° |
| 2015 | Tatuus–Renault         | Max Defourny           | 16 | 2 | 4 | 218   | 4°  | 2° |
| 2015 | Tatuus–Renault         | Darius Oskoui          | 16 | 0 | 0 | 143   | 9°  | 2° |
| 2016 | Tatuus–Renault         | Max Defourny           | 15 | 3 | 9 | 285   | 2°  | 2° |
| 2016 | Tatuus–Renault         | Will Palmer            | 13 | 0 | 3 | 126   | 12° | 2° |
| 2016 | Tatuus–Renault         | Julien Falchero        | 15 | 0 | 0 | 124   | 13° | 2° |
| 2016 | Tatuus–Renault         | Marcus Armstrong       | 2  | 0 | 0 | 23    | 24° | 2° |
| 2017 | Tatuus–Renault         | Michael Benyahia       | 11 | 0 | 4 | 163   | 1°  | 1° |
| 2017 | Tatuus–Renault         | Gilles Magnus          | 11 | 2 | 2 | 161   | 2°  | 1° |
| 2017 | Tatuus–Renault         | Théo Coicaud           | 11 | 0 | 1 | 129.5 | 4°  | 1° |
| 2017 | Tatuus–Renault         | Charles Milesi         | 11 | 1 | 2 | 106   | 7°  | 1° |
| 2018 | Tatuus–Renault         | Gabriel Gandulia       | 12 | 0 | 8 | 216   | 3°  | 1° |
| 2018 | Tatuus–Renault         | Logan Sargeant         | 12 | 1 | 3 | 87    | 5°  | 1° |
| 2018 | Tatuus–Renault         | Victor Martins         | 12 | 1 | 2 | 83    | 6°  | 1° |
| 2018 | Tatuus–Renault         | Charles Milesi         | 12 | 0 | 1 | 57    | 9°  | 1° |
| 2018 | Tatuus–Renault         | Max Fewtrell           | 10 | 0 | 1 | 24    | 15° | 1° |

### Toyota Racing Series
| Risultati della Toyota Racing Series | Risultati della Toyota Racing Series | Risultati della Toyota Racing Series | Risultati della Toyota Racing Series | Risultati della Toyota Racing Series | Risultati della Toyota Racing Series | Risultati della Toyota Racing Series | Risultati della Toyota Racing Series | Risultati della Toyota Racing Series | Risultati della Toyota Racing Series | Risultati della Toyota Racing Series |
| Anno                                 | Auto                                 | Piloti                               | Gare                                 | Vittorie                             | Podi                                 | Pole                                 | G/V                                  | Punti                                | Pos.                                 |                                      |
| ------------------------------------ | ------------------------------------ | ------------------------------------ | ------------------------------------ | ------------------------------------ | ------------------------------------ | ------------------------------------ | ------------------------------------ | ------------------------------------ | ------------------------------------ | ------------------------------------ |
| 2020                                 | Toyota FT60                          | Petr Ptacek                          | 15                                   | 0                                    | 3                                    | 1                                    | 0                                    | 241                                  | 5°                                   |                                      |
| 2020                                 | Toyota FT60                          | Caio Collet                          | 15                                   | 1                                    | 1                                    | 1                                    | 2                                    | 219                                  | 7°                                   |                                      |
| 2020                                 | Toyota FT60                          | Jackson Walls                        | 15                                   | 1                                    | 1                                    | 1                                    | 0                                    | 160                                  | 10°                                  |                                      |
| 2020                                 | Toyota FT60                          | Oliver Rasmussen                     | 15                                   | 0                                    | 2                                    | 0                                    | 1                                    | 158                                  | 11°                                  |                                      |
| 2020                                 | Toyota FT60                          | Lucas Petersson                      | 15                                   | 0                                    | 0                                    | 0                                    | 0                                    | 127                                  | 12°                                  |                                      |